# USS Lang (DD-399)
USS Lang (DD-399) là một tàu khu trục lớp Benham được Hải quân Hoa Kỳ chế tạo vào cuối những năm 1930. Nó là chiếc tàu chiến đầu tiên của Hải quân Hoa Kỳ được đặt tên theo John Lang (1794-?), người từng tham gia cuộc Chiến tranh 1812. Lang đã hoạt động trong suốt Chiến tranh Thế giới thứ hai, được cho ngừng hoạt động sau khi chiến tranh kết thúc, và bị bán để tháo dỡ vào năm 1947.

## Thiết kế và chế tạo
Lang được đặt lườn tại xưởng tàu của hãng Federal Shipbuilding and Drydock Company, ở Kearny, New Jersey vào ngày 5 tháng 4 năm 1937. Nó được hạ thủy vào ngày 27 tháng 8 năm 1938; được đỡ đầu bởi bà William D. Leahy, phu nhân Đô đốc William D. Leahy, Trưởng ban Tác chiến Hải quân; và được đưa ra hoạt động vào ngày 30 tháng 3 năm 1939 dưới quyền chỉ huy của Thiếu tá Hải quân Felix L. Johnson.

## Lịch sử hoạt động

### Trước chiến tranh
Lang khởi hành từ New York vào ngày 12 tháng 8 năm 1939 để hộ tống cho Tổng thống Franklin D. Roosevelt trong chuyến đi đến Campobello, Newfoundland và Nova Scotia. Tổng thống đã lên chiếc tàu khu trục vào ngày 24 tháng 8 tại Sandy Hook, New Jersey để được chuyển đến Fort Hancock. Trong tháng 11, con tàu rời Newport, Rhode Island để đi Galveston, Texas, làm nhiệm vụ tuần tra trong vịnh Mexico. Được điều sang khu vực Thái Bình Dương, nó đi đến San Diego vào ngày 18 tháng 3 năm 1940, rồi đến Trân Châu Cảng vào ngày 2 tháng 4, nơi nó tham gia các cuộc thực tập huấn luyện và tập trận hạm đội. Nó đi lại giữa vùng quần đảo Hawaii và vùng bờ Tây trong thời gian còn lại của năm 1940 và đầu năm 1941, làm nhiệm vụ huấn luyện và hộ tống.
Vào tháng 6 năm 1941, Lang quay trở lại vùng biển Caribe và bờ biển Đại Tây Dương làm nhiệm vụ huấn luyện tàu sân bay và chống tàu ngầm. Đến tháng 12, nó hoạt động như tàu hộ tống và canh phòng máy bay cho các tàu sân bay Yorktown và Ranger ngoài khơi bờ biển Maine và khu vực Bermuda.

### 1942
Lang sau đó khởi hành đi Port Royal, Nova Scotia để tuần tra cùng các tàu chiến của Hải quân Hoàng gia Anh, rồi lên đường đi Tây Ấn thuộc Anh vào tháng 1 năm 1942. Trên đường đi, nó nhận được tín hiệu cấp cứu từ chiếc SS Empire Wildebeeste bị trúng ngư lôi, và đã cứu vớt 34 người sống sót. Nó rời Bermuda vào ngày 18 tháng 3 để đi Casco Bay, Maine, và từ đây khởi hành vào ngày 26 tháng 3 hộ tống cho Lực lượng Đặc nhiệm 39 vốn bao gồm tàu sân bay Wasp. Lực lượng gặp gỡ ba tàu chiến Anh vào ngày 3 tháng 4, và đi đến Scapa Flow, Scotland vào ngày hôm sau. Sau đó nó nằm trong thành phần Lực lượng W, đi lại giữa Anh Quốc và Địa Trung Hải để chuyển giao máy bay tiêm kích Supermarine Spitfire đang rất cần đến tại Malta đang bị phong tỏa. Sau hai chuyến đi như thế, Lang quay trở về Norfolk vào ngày 28 tháng 5 và được điều động sang San Diego một tháng sau đó.
Hoạt động như là soái hạm của Đội khu trục 15 trong thành phần Lực lượng Đặc nhiệm 18, Lang khởi hành từ San Diego vào ngày 1 tháng 7 để tham gia các cuộc thực hành bắn phá ngoài khơi Tonga nhằm chuẩn bị cho cuộc đổ bộ lên Guadalcanal-Tulagi. Ba tuần sau, nó hộ tống cho Wasp khi chiếc tàu sân bay tung máy bay của nó ra trong cuộc đổ bộ đầu tiên của Hoa Kỳ tại mặt trận Thái Bình Dương.

### 1943
Hoạt động từ khu vực quần đảo New Hebride, Lang tiến hành các hoạt động tuần tra và hộ tống trong những nỗ lực tiếp nối nhằm tái chiếm quần đảo Solomon. Vào các ngày 22 và 24 tháng 1 năm 1943, nó bắn phá các vị trí của quân Nhật gần Kokumbona, Guadalcanal. Trong tháng 7, nó cùng bốn tàu khu trục khác lên đường đi vịnh Kula hộ tống sáu tàu vận chuyển cao tốc (ADP) cho các cuộc đổ bộ lên đảo New Georgia. Sáng sớm ngày 18 tháng 7, lực lượng Hoa Kỳ phát hiện và tấn công ba tàu khu trục Nhật, buộc chúng phải rút lui ẩn nấp sau một màn khói. Các con tàu hoàn tất nhiệm vụ và lên đường đi vịnh Purvis, Florida, nơi Lang và hai tàu khu trục khác hộ tống năm tàu đổ bộ bộ binh (LCI) cho các cuộc đổ bộ lên Onaiavisi, New Georgia vào ngày 31 tháng 7. Trong một cuộc không kích của đối phương tại đây, nó đã bắn rơi một máy bay địch.
Nhiệm vụ tiếp theo của Lang cùng năm tàu khu trục khác là tiêu diệt lực lượng đối phương tại vịnh Vella, một phần của tuyến đường Tốc hành Tokyo. Trong các đêm 6 và 7 tháng 8, đội đặc nhiệm của nó đã đánh chìm ba tàu khu trục Nhật Kawakaze, Arashi và Hagikaze, vốn đang tìm các tăng cường lực lượng cho Kolombangara. Hai đêm sau đó, các con tàu càn quét tại cùng khu vực, đẩy lui ba đội sà-lan chở binh lính Nhật. Sau ba tháng liên tục làm nhiệm vụ hộ tống, Lang gia nhập Lực lượng Đặc nhiệm 50 cho chiến dịch chiếm đóng quần đảo Gilbert từ ngày 23 đến ngày 30 tháng 11, bắn phá Nauru vào ngày 9 tháng 12, và vào dịp đầu năm mới đã bắn phá Roi, Namur và Abraham.

### 1944
Lang sau đó gia nhập Lực lượng Đặc nhiệm 58 cho chiến dịch chiếm đóng Kwajalein, quay trở lại nhiệm vụ hộ tống vào ngày 15 tháng 3 năm 1944. Trong mùa Hè, nó lại hoạt động cùng Lực lượng Đặc nhiệm 58 trong chiến dịch quần đảo Mariana, hộ tống các tàu sân bay nhanh. Nó quay trở về Tulagi vào ngày 17 tháng 8 sau chiến thắng tại khu vực Marianas. Nó lên đường đi Wewak, New Guinea vào ngày 31 tháng 8, làm nhiệm vụ rải mìn và bắn phá các vị trí trên bờ; rồi sau đó hộ tống cho hai đoàn tàu vận tải tăng cường hướng đi Morotai từ ngày 16 tháng 9 đến ngày 3 tháng 10, chịu đựng nhiều cuộc không kích mạnh mẽ của đối phương. Vào ngày 8 tháng 10, nó đã giúp kéo chiếc tàu khu trục hộ tống USS Shelton (DE-407) bị hư hại do trúng ngư lôi đến Morotai, trước khi Shelton bị lật úp và chìm.
Lang khởi hành từ Hollandia vào ngày 10 tháng 10 để đi vịnh Leyte. Cho dù phải chịu đựng sáu đợt tấn công cảm tử của máy bay kamikaze, nó đã không chịu hư hại nào và bắn rơi một máy bay đối phương. Nó rời khu vực chiến sự để đi đến Manus vào ngày 31 tháng 10, và vào ngày Giáng Sinh đã khởi hành cùng với Lực lượng Đặc nhiệm 78 cho cuộc đổ bộ lên vịnh Lingayen, nơi nó tiếp tục bị máy bay Kamikaze tấn công; nó lại bắn rơi được một máy bay đối phương.

### 1945
Lang quay trở lại vịnh Leyte vào ngày 16 tháng 1 năm 1945 để hộ tống lực lượng tăng viện đi Lingayen, rồi tuần tra tại lối ra vào vịnh Lingayen cho đến ngày 28 tháng 1. Nó quay trở về khu vực quần đảo Solomon tiến hành huấn luyện nhằm chuẩn bị cho chiếc dịch tấn công Okinawa. Nó rời Ulithi vào ngày 27 tháng 3 trong vai trò soái hạm của Đội khu trục 4, hộ tống các tàu vận chuyển thuộc Lực lượng Đặc nhiệm 53 đi Okinawa. Chịu đựng không kích liên tục từ ngày 12 đến ngày 29 tháng 4, nó lại thoát được mà không bị hư hại, và ghi công bắn rơi thêm một máy bay Kamikaze. Từ ngày 29 tháng 4 đến ngày 17 tháng 5, nó bảo vệ cho ba tàu sân bay hộ tống làm nhiệm vụ trực tiếp hỗ trợ trên không cho các hoạt động tại Okinawa, rồi hỗ trợ cho các hoạt động không kích khác gần Okinawa cho đến ngày 11 tháng 6.
Lang rời khu vực chiến sự Thái Bình Dương vào tháng 6, và về đến San Francisco vào ngày 3 tháng 7 để sửa chữa. Trên đường đi New York, nó vớt được hai phi công bị rơi máy bay vào ngày 25 tháng 8. Lang được cho xuất biên chế vào ngày 16 tháng 10 năm 1945; nó bị bán cho hãng George Nutman, Inc. ở Brooklyn, New York vào ngày 20 tháng 12 để tháo dỡ, và bị tháo dỡ từ ngày 31 tháng 10 năm 1947.

## Phần thưởng
Lang được tặng thưởng mười một Ngôi sao Chiến trận do thành tích phục vụ trong Chiến tranh Thế giới thứ hai.